# Bolotovski sporazum
Bolotovski sporazum (rusko Болотовский договор, Bolotovskij dogovor) je bil sklenjen leta 1348 med severozahodnima ruskima mestoma Veliki Novgorod in Pskov, s katerim je bila priznana politična neodvisnot Pskova od Novgoroda. Do sklenitve sporazuma je bil Pskov del Novgorodske republike in podrejen Novgorodu, čeprav je sam vabil svoje kneze in bil de facto neodvisen morda že celo stoletje pred tem. Valentin Janin trdi, da je Pskov postal politično neodvisen leta 1329, vendar je že pred tem sam povabil več knezov, med drugimi Vsevoloda Mstislaviča, ki je bil knez v Novgorodu, preden je bil leta 1136 odstavljen, in litovskega kneza Dovmonta (1266–1299).

## Sklic
1. ↑  V.L. Ianin. "Bolotovskii' Dogovor: O vzaimootnosheniakh Novgoroda i Pskova v XII-XV vv." Otechestvennaia Istoriia No. 6 (1992): 3-14.